# Groß-Enzersdorf
Groß-Enzersdorf es una localidad del distrito de Gänserndorf, en el estado de Baja Austria, Austria, con una población estimada a principio del año 2018 de 11 206 habitantes. 
Se encuentra ubicada al noreste del estado, entre Viena, al oeste, y el río Morava que la separa de Eslovaquia, al este.